# 柿山哪咤古廟
柿山哪咤古廟是指位於澳門柿山的哪吒廟，為澳門現存兩座哪吒古廟之一。每年農曆5月18日的哪吒誕，均舉行巡遊。
柿山哪咤古廟其實只是一座四方亭，實無廟宇。不過，亭內設有神龕、神枱、香爐等廟宇設備。現由澳門柿山哪咤古廟值理會所管理。

## 沿革
柿山哪咤古廟初建於清初，其後於1898年（清光緒24年）重修，並擴建為現存之模樣。柿山哪咤古廟的四方亭曾塌下簷篷，後得澳門文化局的支持和撥款重修，至1998年舉行擴建百年的紀念。
而大三巴哪咤廟的出現，相傳與柿山哪咤古廟有關。當時因澳門出現瘟疫，而大三巴地區因沒有神廟壓邪，欲從柿山哪咤古廟請來哪吒，卻遭柿山居民反對，於是便自行建廟以祀。

## 民間傳說
民間相傳曾有一位打扮為丫髻兜肚童子常與孩童嬉戲，並予保護。一日，村民目睹此童子踏風火輪而去，故被認定為哪吒顯靈，遂建廟以祀。

## 参見
- 哪吒